# Onésiphore
Onésiphore est un chrétien mentionné par Paul dans sa seconde épître à Timothée. Décrit comme un ami loyal originaire d'Éphèse, Onésiphore rendit visite à Paul durant son emprisonnement à Rome.

## Disciple de Paul de Tarse
Onésiphore est originaire de la communauté chrétienne d’Éphèse. Il est également un ami loyal de Paul de Tarse, pour lequel il lui a rendu de nombreux services lors du passage de l'apôtre dans sa ville. Il voyagea jusqu’à Rome et a activement cherché Paul lors de son dernier emprisonnement. Dans sa seconde épître à Timothée, il bénit d'ailleurs Onésiphore :

« Que le Seigneur fasse miséricorde à la famille d’Onésiphore qui m’a plusieurs fois rendu courage et qui n’a pas eu honte de mes chaînes de prisonnier. Arrivé à Rome, il s’est empressé de me chercher, et il m’a trouvé. Que le Seigneur lui donne de trouver miséricorde auprès de Dieu au jour de sa venue ! Et tous les services qu’il a rendus à Éphèse, tu les connais mieux que personne. »

— 2 Tim 1:16-18
En conclusion de son épître, Paul adresse ses salutations non à Onésiphore mais à sa famille et à sa maison d’Éphèse, suggérant qu'Onésiphore continue à lui rendre visite.

## Activité évangélique et martyre
Selon la Tradition, Onésiphore serait l’un des septante disciples, mentionnés dans l'Évangile selon Luc, envoyés par Jésus pour répandre la Bonne Nouvelle.
De plus, au cours de ses activités apostoliques, il aurait peut-être été évêque de Colophon et de Coronée en Béotie.
Son activité évangélique aurait pris fin dans l'Hellespont, où il aurait été arrêté avec son serviteur Porphyre par ordre du proconsul Adrien. Onésiphore et Porphyre auraient été flagellés, puis traînés ensuite par des chevaux fougueux.

## Calendrier liturgique
L'Église catholique célèbre saint Onésiphore le 6 septembre, tandis que les églises chrétiennes d'Orient le célèbrent le 29 avril.